# トランク・ミュージック
『トランク・ミュージック』（原題: Trunk Music）はアメリカの犯罪作家マイケル・コネリーの6作目であり、ロサンゼルス市警の刑事ハリー・ボッシュを主人公にしたシリーズの5作目である。
殺人課に復帰したボッシュが、エドガー、ライダーとチームを組み、車のトランクの中で死体が見つかった事件を捜査する。捜査の舞台はラスヴェガスにも及び、そこでボッシュはエレノア・ウィッシュと再会する。

## あらすじ
前作で強制ストレス休暇を取らされていたボッシュは殺人課の職務に復帰していた。ある日マルホランド・ドライブ付近をパトロールしていた警官が、近くに停められていた車のトランクの中に男の死体を発見し、ボッシュ、エドガー、ライダーのチームが捜査を担当することになる。被害者は小規模な映画製作会社の経営者アリーソで、その殺され方は組織犯罪の処刑（トランク・ミュージック）を思わせた。
アリーソの妻ヴェロニカによれば、アリーソは頻繁にラスヴェガスのカジノに通っており、今回もラスヴェガスに行くと言って自宅を出たきりだった。ボッシュはラスヴェガスに行ってアリーソの立ち回り先を調べ、そこでポーカープレイヤーとして生活費を稼いでいるエレノア・ウィッシュを見つけ、彼女と再び付き合い始める。
アリーソが出入りしていたと思われるナイトクラブを訪ねたボッシュは店長のゴウシェンと会う。その後の調査でその店がシカゴの犯罪組織を束ねるジョーイ・マークスの経営であること、アリーソの死体の衣服からゴウシェンの指紋が検出されたことから、ボッシュはアリーソがマークスの資金洗浄を担当していて組織から消されたのだと推測する。かねてからマークスを狙っていた地元警察はこれを期に彼の組織を摘発すべく、ボッシュを伴ってゴウシェンの自宅に踏み込み、ボッシュはそこで拳銃が隠されているのを見つけてゴウシェンを逮捕する。
マークスはボッシュの前に現れて自分は殺人に関わっていないと告げるが、その後エレノアを誘拐し、ボッシュはエドガーと隠れ家を急襲してエレノアを救い出す。
ボッシュはロス市警アーヴィング副本部長らの前に呼び出され、ゴウシェンはマークスの尻尾を掴むために長年潜入していたFBI捜査官であると明かし、ボッシュのチームは捜査から外されるが、ボッシュらは密かに捜査を続ける。
ボッシュはヴェロニカが組織犯罪に見せかけて夫を殺したことを察し、彼女を罠にかけようとするが、そこには死体発見者の警官パワーズが現れる。彼がヴェロニカの共犯であった。ボッシュらは彼を一度は逮捕するものの、逃げられてしまう。マークスはアリーソの隠し金を狙ってヴェロニカを誘拐し、銀行の貸金庫に連れて行くが、そこにパワーズが現れてマークスとヴェロニカを射殺し、彼も警察に射殺される。
行方不明のレイラはヴェロニカの実の娘であることが判明し、彼女がアリーソの隠し金を持っていると推測されたが、ボッシュは罪のない彼女を追うのをやめる。
ボッシュはエレノアと結婚する。

## 主な登場人物
- ハリー・ボッシュ：ロサンゼルス市警の刑事
- ジェリー・エドガー：ボッシュの同僚
- キズミン・ライダー：同上
- グレイス・ビレッツ：ボッシュの上司
- アントニー・アリーソ：事件の被害者
- ヴェロニカ・アリーン：アリーソの妻
- ルーク・ゴウシェン（ロイ・リンデル）：ラスヴェガスのナイトクラブの店長
- ジョーイ・マークス：犯罪組織のボス
- エレノア・ウィッシュ：元FBI捜査官

## 受賞歴
- バリー賞（1998年）受賞